# 짐 오루크
짐 오루크 (Jim O'Rourke, 1969년 1월 18일 ~ , 일리노이주 시카고)는 아일랜드계 미국인 음악가이자 음반 프로듀서이다.